# Tom Patricola
Tom Patricola (New Orleans, 22 gennaio 1891 – Pasadena, 1º gennaio 1950) è stato un chitarrista, comico, ballerino, attore e suonatore di ukulele statunitense, che ha recitato in vaudeville e film.
Fratello di Isabella Patricola, stabilì la sua fama di ballerino diventando un interprete di spicco della danza Black Bottom.
Oltre a eccellere in balli eccentrici, Patricola cantava e suonava l'ukulele. Presentandosi come una novità, Patricola fu descritto come un "macho impazzito" che ballava cantando e suonando contemporaneamente l'ukulele. Era anche un noto ballerino di clogging.

## Biografia
Divenne noto come cantante e ballerino esibendosi per 5 stagioni (1923, 1924, 1925, 1926 e 1928) nella rivista musicale di Broadway George White's Scandals; in particolare, nell'edizione del 1926 ballò il Black Bottom assieme ad Ann Pennington. Durante tale periodo, Patricola era allenato dal coreografo afroamericano Buddy Bradley.
Con l'avvento del cinema sonoro, Patricola venne ingaggiato dalla Fox Film Corporation come attore a contratto. Fece il suo debutto cinematografico nel 1929 con il musical comico Words and Music, in cui vi fu anche la prima apparizione cinematografica accreditata di John Wayne con il nome di  "Duke Morrison", ma a differenza di quest'ultimo Patricola non divenne mai una star affermata. Tra il 1929 ed il 1931 apparve in lungometraggi musicali e diverse versioni in lingua spagnola di film in lingua inglese. Dopo la metà del 1931 e fino al 1938 apparve in cortometraggi comici realizzati dalla Educational Film Corporation of America e distribuiti dalla Fox. In seguito partecipò ad altri film, ma in parti non accreditate; nell'ultima sua apparizione cinematografica in Rapsodia in blu del 1945 si esibì con il brano musicale di George Gershwin Somebody Loves Me che aveva già eseguito nell'edizione del 1924 di George White's Scandals.
Fece un'ultima apparizione a Broadway nella commedia musicale Hold Your Horses, che andò in scena per 88 rappresentazioni nel 1933. Secondo alcune fonti, apparve nella rivista di Broadway Music Hall Varieties di George White nel 1932.

## Filmografia
- 1929 - Words and Music - regia di James Tinling
- 1929 - Happy Days - regia di Benjamin Stoloff
- 1929 - Married in Hollywood - regia di Marcel Silver
- 1929 - Giustizia dei ghiacci - regia di Allan Dwan
- 1929 - La perla di Hawaii - regia di Allan Dwan
- 1930 - The Three Sisters - regia di Paul Sloane
- 1930 - One Mad Kiss - regia di Marcel Silver
- 1930 - El precio de un beso - regia di Marcel Silver
- 1930 - Anybody's Woman - regia di Dorothy Arzner
- 1931 - Children of Dreams - regia di Alan Crosland
- 1941 - Il Re della Louisiana - regia di  Irving Cummings
- 1942 - Secrets of a Co-Ed - regia di Joseph H. Lewis
- 1945 - Rapsodia in blu - regia di Irving Rapper